# L'evidenza dell'autunno
L'evidenza dell'autunno è il secondo album in studio di Franco Califano, pubblicato nel 1973 per l'etichetta discografica CGD.

## Tracce
Testi di Franco Califano e musiche di Carlo Pes, eccetto dove indicato.
1. Teneramente (Franco Califano) - 0:32
2. Oltre ad amare te - 3:12
3. Mi vuoi sposare - 3:38
4. Dove il mio cane vorrà - 2:49
5. Un libro d'autore - 3:10
6. Roma e settembre - 3:12
7. Fesso proprio no - 2:13
8. L'evidenza dell'autunno - 2:50
9. Che immensa donna - 2:36
10. Si nun ce fossi tu - 3:12
11. Tua madre - 2:41
12. Quando sarai vecchia (Franco Califano) - 0:28

## Formazione
- Franco Califano – voce
- Angelo Baroncini – chitarra classica
- Carlo Pes – chitarra acustica
- Antonello Vannucchi – tastiera
- Vincenzo Restuccia – batteria
- Mario Scotti – basso
- Renato Serio – tastiera
- Ciro Cicco – percussioni
- Oscar Valdambrini – tromba
- Livio Cervellieri – flauto
- Quarto Maltoni – flauto
- Carlo Zoffoli – armonica